# محمد بن عبد الملك الهمذاني
محمد بن عبد الملك الهمذاني (463 - 521 هـ / 1071 - 1127 م) هو فقيه ومؤرخ.
هو محمد بن عبد الملك بن إبراهيم بن أحمد، أبو الحسن الهمذاني، يعرف بالمقدسي. سكن بغداد وبها كانت نشأته ووفاته.

## آثاره
له تصانيف كثيرة من أشهرها كتاب «التاريخ الصغير» المسمى «عيون السير في محاسن البدو والحضر».